# Шпак Петро Федорович
Петро́ Фе́дорович Шпак (17 червня 1931, село Дашківці, тепер Хмельницького району Хмельницької області — 20 квітня 2002, місто Київ) — український геолог, доктор геолого-мінералогічних наук (з 1981 року), член-кореспондент АН УРСР (з 1990 року), міністр геології УРСР (1967—1982 роки). Депутат Верховної Ради УРСР 8—10 скликань (1971—1985 роки). Кандидат у члени ЦК КПУ в 1971—1976 р. Член ЦК КПУ в 1976—1986 р.

## Біографія
Народився 17 червня 1931 в селі Дашківцях в родині селянина.
У 1948 році закінчив Кам'янець-Подільський індустріальний технікум, у 1953 році — Львівський політехнічний інститут (геологорозвідувальний факультет).
У 1953–1959 роках — геолог Східницького нафтопромислу тресту «Бориславнафта» Дрогобицької області; старший, головний геолог Битківського нафтопромислу об'єднання «Укрнафта» та управління «Надвірнанафта» Станіславської області.
Член КПРС з 1957 року.
У 1959–1960 роках — головний геолог нафтопромислового управління «Долинанафта» Станіславської області.
У 1960–1966 роках — директор новоствореної Надвірнянської контори розвідувального буріння тресту «Прикарпатбурнафта» Станіславської області; начальник геологічного відділу та головний геолог об'єднання «Укрзахіднафтогаз».
У 1966–1967 роках — начальник Головного управління пошукових і розвідувальних робіт нафтових і газових родовищ в Україні, член колегії Міністерства геології УРСР.
18 жовтня 1967 — 14 липня 1982 року — міністр геології Української РСР. У цей період в Україні виявили декілька унікальних і великих родовищ апатит-ільменітових, берилієвих, рідкіснометалічно-апатитових, марганцевих руд, каолінових, графітових родовищ; розвідали нові вугленосні райони у Донбасі, залізорудні — на півдні України, у Кривбасі та Приазов'ї, цеолітові — у Закарпатті; відкрили басейни мінеральних вод типу «Нафтуся» у Хмельницькій та Тернопільській областях; почали роботи з оцінки золотоносності Карпат та Українського щита.
У 1982–1984 роках — завідувач лабораторії, у 1984–1992 роках — завідувач відділу нафтогазоносних провінцій, а у 1992–1997 роках — директор Інституту геологічних наук НАН України. Радник президента НАН України й радник при дирекції ІГН (від 1997 року і до кінця життя).

Могила Петра Шпака

Жив у Києві по вулиці Суворова, 13. Помер 20 квітня 2002 року. Похований в Києві на Байковому кладовищі (ділянка № 52а).

### Родина
Дружина — Шпак Марія Михайлівна. Старша донька, Галина, проживає у Києві. Молодша донька, Наталія, проживає у Канаді.

## Наукова діяльність
Науковий доробок — близько 230 праць, серед яких 12 монографій.
Безпосередньо причетний до відкриття на території України низки родовищ корисних копалин (передусім нафти та газу).
Ініціатор і один із авторів розробки та впровадження стратегії пошуків покладів вуглеводнів, пов'язаних з міжкупольними структурами Дніпровсько-Донецької западини (ДДЗ), пошуків нафти та газу на великих глибинах у ДДЗ і Передкарпатському прогині, а також в акваторіях Чорного і Азовського морів.
Наукові інтереси охоплювали проблеми вивчення особливостей геологічної будови нафтогазоносних регіонів, формування та просторового розміщення покладів вуглеводнів за величиною запасів і фазовим станом, прогнозування їх ресурсної бази і визначення оптимальних шляхів пошуків родовищ нафти та газу. Зробив значний внесок у теорію нафтогазової геології та практику пошуково-розвідувальних робіт. Розробив принципи районування нафтогазоносних територій, в межах України виділив 4 нафтогазоносні провінції, які містять 9 нафтогазоносних областей. Встановив належність унікальних, великих і середніх скупчень вуглеводнів осадового чохла ДДЗ до депресій та їх схилів у кристалічному фундаменті. З позиції органічного походження вуглеводнів заклав наукову базу під уявлення про площинну диференціацію та вертикальну зональність розташування покладів вуглеводнів за фазовим станом, теоретично обґрунтував значні перспективи нафтогазоносності великих глибин. За його ініціативою було переорієнтовано пошуки покладів вуглеводнів у ДДЗ на глибинах 4000—5000 м, що дозволило істотно підвищити їхню результативність.
Ініціатор і науковий керівник Національної програми «Нафта і газ України до 2010 р.», Державної програми з освоєння газогідратів Чорного моря, Державної програми «Освоєння вуглеводневих ресурсів Українського сектора Чорного і Азовського морів». Розробив стратегію пошуків родовищ вуглеводнів в Україні, оцінив перспективи нарощування власної бази ресурсів і запасів вуглеводнів, умови повного забезпечення України нафтою та газом.

## Наукові звання та посади
Член-кореспондент НАН України (1990).
Член Бюро Відділення наук про Землю НАН України, директор Інституту геологічних наук НАН України.
Доктор геолого-мінералогічних наук (1981).
Очолював спеціалізовану раду зі захисту докторських і кандидатських дисертацій при Інституті геологічних наук НАН України.
Президент Спілки геологів України.
Від початку створення Української нафтогазової академії входив до складу її президії.
Почесний професор Івано-Франківського державного технічного університету нафти і газу.
Науковий консультант ЗАТ «Концерн „Надра“».
Член Українського міжнародного комітету з питань науки і культури НАН України.

## Нагороди й відзнаки
Нагороджений двома орденами Трудового Червоного Прапора, багатьма медалями та почесними грамотами. Двічі лауреат Державної премії України в галузі науки і техніки (1977, 1991), лауреат премії Ради Міністрів СРСР, лауреат премії імені В. І. Вернадського. Заслужений геолог Української РСР (з 1975 року).

## Вшанування пам'яті
У 2011 році в Києві, на будівлі Інституту геологічних наук НАН України по вулиці Олеся Гончара, 55б, встановлено гранітну меморіальну дошку на честь Петра Шпака.